# Abatus cavernosus
Abatus cavernosus is een zee-egel uit de familie Schizasteridae.
De wetenschappelijke naam van de soort werd voor het eerst geldig gepubliceerd in 1845 door Rodolfo Amando Philippi.